# Jürgen Seul
Jürgen Seul (* 1962 in Ahrweiler) ist ein deutscher Lektor, Redakteur und Sachbuchautor.

## Leben
Seul studierte bis 1994 Rechtswissenschaft, Literaturwissenschaften und Geschichte an der Rheinischen Friedrich-Wilhelms-Universität in Bonn. Es schlossen sich eine Mitarbeit im Archiv der sozialen Demokratie der Friedrich-Ebert-Stiftung in Bad Godesberg sowie das Rechtsreferendariat am Oberlandesgericht Düsseldorf an. Nach einigen Jahren als Rechtsanwalt wechselte Seul 2002 in die Verlagsbranche, wo er als Lektor und Redakteur für mehrere Fachverlage (u. a. Richard Boorberg Verlag, Stuttgart) tätig war.
Seit 2009 arbeitet der Jurist als freiberuflicher Publizist. Er widmet sich insbesondere der Aufarbeitung rechts- und literaturhistorischen Aspekte in Leben und Werk von Schriftstellern (u. a. Karl May, Jules Verne, Ludwig Thoma, Erich Knauf, Rudolf Lebius, Thomas Mann, Erika Mann).
Ergebnis dieser Forschungsarbeiten sind Publikationen wie Old Shatterhand vor Gericht (2009), Ludwig Thoma für Juristen (2010), Wo sind die Buddenbrooks? (2010) und Die Akte Rudolf Lebius (2019) sowie bis 2012 eine Artikelreihe im Feuilleton des Magazins Legal Tribune online. Daneben erschienen bis 2015 regelmäßig Beiträge Seuls im Magazin für Literatur und Zeitkritik Glanz & Elend.
Gemeinsam mit dem Düsseldorfer Rechtshistoriker Albrecht Götz von Olenhusen untersuchte Seul die Lebens- und Werkgeschichte des Dresdner Kriminologen Erich Wulffen (1862–1936). Die Ergebnisse beider Forscher mündeten in mehrere Vorträge und gemeinsame Publikationen (u. a. Karl Mays Inferno. Eine rechtshistorische Biografie und Erich Wulffen – Zwischen Kunst und Verbrechen: Kriminalpsychologische Aufsätze und Essays).
Unterstützt durch ein Stipendium der Bundesbeauftragten für Kultur und Medien arbeitete Seul mehrere Jahre an einem Großprojekt zur Erforschung der Lebens- und Wirkungsgeschichte des Freundestrios Erich Kästner, Erich Knauf und Erich Ohser (e.o.plauen) im Dritten Reich, das 2024 mit der Veröffentlichung zweier Buchpublikationen abgeschlossen wurde (Gratwanderungen und gemeinsam mit Wolfgang Eckert Habt ein besseres Gedächtnis).
Seul ist Mitglied mehrerer Literaturvereinigungen, u. a. der Karl-May-Gesellschaft, für die er seit 1996 eine eigene Juristische Schriftenreihe herausgibt. Es sind bislang 5 Bände beim Hansa Verlag in Husum erschienen. Innerhalb dieser Publikationsreihe konnte Seul die vielfältigen Kampagnen des Journalisten Rudolf Lebius (1868–1946) nachweisen, mit dem sich May in seinem letzten Lebensjahrzehnt vornehmlich auseinandersetzen musste.

## Werke

### Als Autor
- Gratwanderungen. Erich Kästner und seine Freunde e. o. plauen und Erich Knauf. Osburg Verlag, Hamburg 2024. ISBN 978-3-95510-360-6, ISBN 978-3-7632-7517-5
- Habt ein besseres Gedächtnis! Erich Kästner, Erich Knauf, Erich Ohser alias e.o.plauen - Die Geschichte einer Freundschaft. Co-Autor Wolfgang Eckert. Büchergilde Gutenberg, Frankfurt am Main 2024. ISBN 978-3-7632-7517-5
- Jules Verne entdecken. Von bekannten und unbekannten Welten aus dem Leben eines Erfolgsschriftstellers. MUR-Verlag GmbH & Co. KG, Passau 2024. ISBN 978-3-945939-31-4
- Jack London entdecken. Zwischen Alaska und der Südsee. Biografie & Lesebuch. Vergangenheitsverlag. Berlin 2023. ISBN 978-3-86408-298-6.
- Die Kahl-Broschüre. Die Geschichte einer Hetzschrift gegen Karl May. Karl-May-Verlag. Bamberg/Radebeul 2023. ISBN 978-3-7802-0570-4.
- Karl May versus Dr. Alban Frisch & Wilhelm Lippacher: Karl Mays Prozess gegen das ‚Hohenstein-Ernstthaler Tageblatt‘. Juristische Schriftenreihe der Karl-May-Gesellschaft, Band 2. Hrsg. von Ruprecht Gammler und Jürgen Seul. Hansa Verlag, Husum 2022. ISBN 978-3-941629-30-1.
- Die Akte Rudolf Lebius: Auf den Spuren eines Skandaljournalisten zwischen Kaiserzeit und Drittem Reich. Eine Biografie. Karl-May-Verlag, Bamberg/Radebeul 2019. ISBN 978-3-7802-0565-0.
- Das Strafverfahren Karl May versus Emil Horn. Karl Mays Prozess gegen den „Hohenstein-Ernstthaler Anzeiger“. Juristische Schriftenreihe der Karl-May-Gesellschaft, Band 1. Hrsg. von Ruprecht Gammler und Jürgen Seul. Hansa Verlag, Husum 2014. ISBN 978-3-941629-10-3.
- Alles zum gesetzlichen Mindestlohn. Interna Verlags GmbH, Bonn 2014. ISBN 978-3-940931-33-7.
- Alles zur Grundsteuer. Interna Verlags GmbH, Bonn 2014. ISBN 978-3-939397-94-6.
- Karl Mays Zivilprozesse und Honorare – Die Aufstiegsjahre 1887–1891. Juristische Schriftenreihe der Karl-May-Gesellschaft, Band 5. Hrsg. von Ruprecht Gammler und Jürgen Seul. Hansa Verlag, Husum 2013. ISBN 978-3-941629-08-0.
- Karl May und Co. Gesammelte Aufsätze aus Glanz und Elend u.a., ePubli, Berlin 2012. ISBN 978-3-8442-1737-7.
- Wo sind die Buddenbrooks?. Und andere juristische Anekdoten aus der Weltliteratur. Verlag Dr. Otto Schmidt, Köln 2010. ISBN 978-3-504-01014-0.
- Old Shatterhand vor Gericht. Die 100 Prozesse des Schriftstellers Karl May. Karl-May-Verlag, Bamberg/Radebeul 2009. ISBN 978-3-7802-0186-7.
- Surfen am Arbeitsplatz. Rechtsfolgen privater Telefon- und Internet-Nutzung. Medienrecht & Medienwissenschaft, Band 2. Co-Autorin Silvia Bader. Hrsg. von Albrecht Götz von Olenhusen und Heinz Wittmann. Verlag Medien und Recht, München 2009. ISBN 978-3-939438-08-3.
- Rudolf Lebius ./. Karl May – Die Lu-Fritsch-Affäre. Juristische Schriftenreihe der Karl-May-Gesellschaft, Band 3. Hrsg. von Ruprecht Gammler und Jürgen Seul. Hansa Verlag, Husum 2009. ISBN 978-3-920421-98-8.
- Karl May und Rudolf Lebius – Die Dresdner Prozesse.  Juristische Schriftenreihe der Karl-May-Gesellschaft, Band 4. Hrsg. von Ruprecht Gammler und Jürgen Seul. Hansa Verlag, Husum 2004. ISBN 978-3-920421-91-9.
- Das Recht des Architekten. Springer Verlag, Berlin/Heidelberg 2002. ISBN 978-3-540-42482-6.
- Karl May im Urteil der Frankfurter Zeitung. Materialien zum Werk Karl Mays, Band 3. Hrsg. von der Karl-May-Gesellschaft. Hansa Verlag, Husum 2001. ISBN 978-3-920421-83-4.
- Karl May, Lebius und der „Vorwärts“. Die Geschichte und Hintergründe einer wechselvollen Auseinandersetzung in der Zeit zwischen 1904 und 1914 im Spiegel des „Vorwärts“. Tectum Verlag, Marburg 1996. ISBN 978-3-89608-887-1.

### Als Herausgeber
- Jack London: Die Fahrt mit der Dazzler. ePubli, Berlin 2025, ISBN 978-3-8197-1205-0
- Erich Knauf: Donner über der Adria. Regenbrecht Verlag, Berlin 2021. ISBN 978-3-948741-05-1.
- Erich Knauf: Aktuelle Filmbücher: Von „Wiener Geschichten“, Heinz Rühmann und Erich Kästners „Frau nach Maß“ – Neun Beiträge für eine Filmbibliothek im Dritten Reich. ePubli, Berlin 2021. ISBN 978-3-7541-3945-5.
- Albrecht Götz von Olenhusen: Old Shatterhand unter Gangstern: ausgewählte Beiträge zu Karl May. Karl-May-Verlag, Bamberg/Radebeul 2020. ISBN 978-3-7802-0567-4.
- Rudolf Lebius: Erinnerungen eines ehemaligen Sozialdemokraten: Eine Artikelserie aus der Zeitung „Sachsenstimme“ (1904). Beiträge zur Rudolf-Lebius-Forschung, Band 2, ePubli, Berlin 2019. ISBN 978-3-7485-7267-1.
- Rudolf Lebius: Briefe an Konrad Haenisch: Aus dem Leben eines sozialdemokratischen Journalisten. Beiträge zur Rudolf-Lebius-Forschung, Band 1, ePubli, Berlin 2018, ISBN 978-3-7467-2825-4.
- Erich Wulffen – Karl Mays Inferno. Eine rechtshistorische Biografie (zusammen mit Albrecht Götz von Olenhusen als Herausgeber). Karl-May-Verlag, Bamberg/Radebeul 2017, ISBN 978-3-943889-66-6.
- Erich Wulffen – Zwischen Kunst und Verbrechen: Kriminalpsychologische Aufsätze und Essays (zusammen mit Albrecht Götz von Olenhusen als Herausgeber). Elektrischer Verlag, Berlin 2015, ISBN 978-3-7802-0561-2.
- 100 Jahre Karl-May-Verlag. In: 100 Jahre Karl-May-Verlag. Verlagsarbeit für Karl May und sein Werk (1913–2013) (zusammen mit Bernhard Schmid als Herausgeber). Karl-May-Verlag Bamberg/Radebeul 2013. ISBN 978-3-7802-0276-5.
- Ludwig Thoma für Juristen. Reihe Satire & Recht Band 1, Verlag Medien und Recht, München 2010. ISBN 978-3-939438-10-6.
- Der Traum eines Gefangenen. Justizgeschichten im Werk Karl Mays.  Hansa Verlag, Husum 2007. ISBN 978-3-920421-95-7.
- Erich Wulffen: Kriminalpsychologie und Psychopathologie in Schillers Räubern.  Hrsg. von  Thomas Vormbaum. Abteilung 6: Recht in der Kunst – Kunst im Recht, Band 32, Berliner Wissenschaftsverlag, Berlin 2007. ISBN 978-3-8305-1442-8.